# Третя лінія (метрополітен Торонто)
Третя лінія (метрополітен Торонто) також відома як лінія Скарборо (англ. Line 3 Scarborough) — лінія легкого метро в місті Торонто, провінція Онтаріо, Канада. Працювала з 1985 по 2023 рік.

## Історія
Відкрита в 1985 році у складі шести станцій лінія мала назву Лінія Скарборо, але у жовтні 2013 року оператор системи за для зручності орієнтування вирішив перейменувати всі лінії за номерами. Наприкінці 2000-х років почали розглядати варіанти реконструкції лінії, але міською владою прийняте рішення розширити Другу лінію далі на схід, а третю лінію — ліквідувати. Розширення другої лінії мають побудувати до 2026 року, до того часу третя лінія працюватиме у звичному режимі.
TTC запланував припинити роботу лінії 3 у листопаді 2023 року, натомість мали курсувати маршрутні автобуси замість поїздів лінії 3, доки не буде відкрито розширення метро лінії 2 Bloor–Danforth до існуючої станції Scarborough Center (приблизно 2030). Однак у липні 2023 року поїзд зійшов з рейок і це призвело до остаточного закриття лінії на чотири місяці раніше запланованого терміну. До березня 2023 року існував план перетворити частину існуючої смуги відведення між станціями Кеннеді та Елсмір на смугу відведення автобусів, включаючи додаткову зупинку на Мургейт-авеню/Тара-авеню, розташовану біля пішохідного мосту, який пролягає над колишньою лінією 3 і лінією Стоуфвіль. Будівництво автобусної лінії планується завершити до 2025 року.

## Лінія
На відміну від трьох інших ліній метрополітену міста, лінія побудована у вигляді легкого метро. На лінії використовуються повністю автоматизовані потяги менших габаритів ніж на інших лініях метрополітену Торонто. Також на лінії використовується не типова для метрополітену Торонто стандартна ширина колії, на трьох інших лініях ширина колії — 1495 мм.

## Станції
Станції з південного заходу на північний схід.
| Третя лінія       |                      |             |                                                                          |                                    |                 |        |
| Назва українською | Назва англійською    | Пересадка   | Координати                                                               | Тип                                | Дата відкриття  | Вигляд |
| «Кеннеді»         | «Kennedy»            | Друга лінія | 43°43′57″ пн. ш. 79°15′49″ зх. д. / 43.73250° пн. ш. 79.26361° зх. д.    | Естакадна з береговою платформою   | 22 березня 1985 |        |
| «Лоренс-Іст»      | «Lawrence East»      |             | 43°45′01″ пн. ш. 79°16′13″ зх. д. / 43.75028° пн. ш. 79.27028° зх. д.    | Наземна з береговими платформами   | 22 березня 1985 |        |
| «Елесмір»         | «Ellesmere»          |             | 43°46′01″ пн. ш. 79°16′35″ зх. д. / 43.76694° пн. ш. 79.27639° зх. д.    | Наземна з береговими платформами   | 22 березня 1985 |        |
| «Мідленд»         | «Midland»            |             | 43°46′13.5″ пн. ш. 79°16′19″ зх. д. / 43.770417° пн. ш. 79.27194° зх. д. | Естакадна з береговими платформами | 22 березня 1985 |        |
| «Скарборо-Центр»  | «Scarborough Centre» |             | 43°46′28″ пн. ш. 79°15′28″ зх. д. / 43.77444° пн. ш. 79.25778° зх. д.    | Естакадна з береговими платформами | 22 березня 1985 |        |
| «МакКован»        | «McCowan»            |             | 43°46′29.7″ пн. ш. 79°15′06″ зх. д. / 43.774917° пн. ш. 79.25167° зх. д. | Естакадна з береговими платформами | 22 березня 1985 |        |

## Галерея

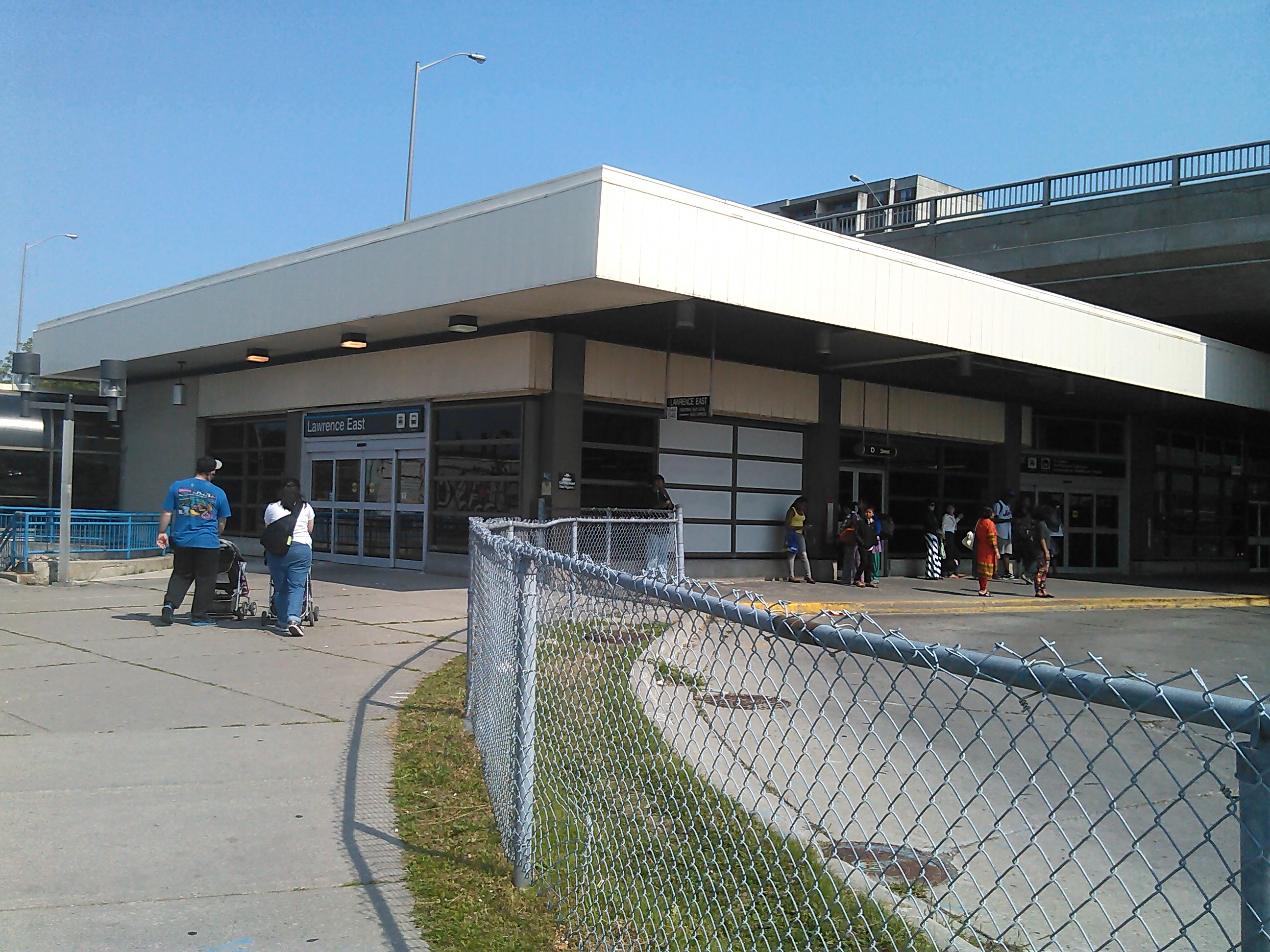
Вихід зі станції «Лоренс Іст»
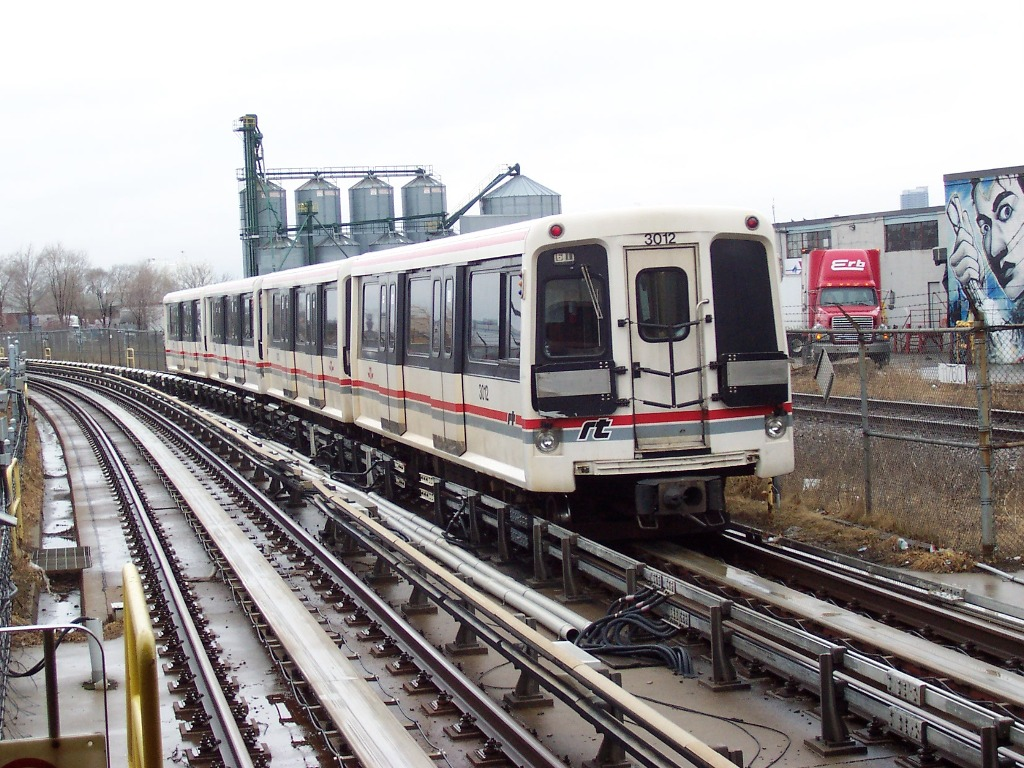
Потяг на лінії
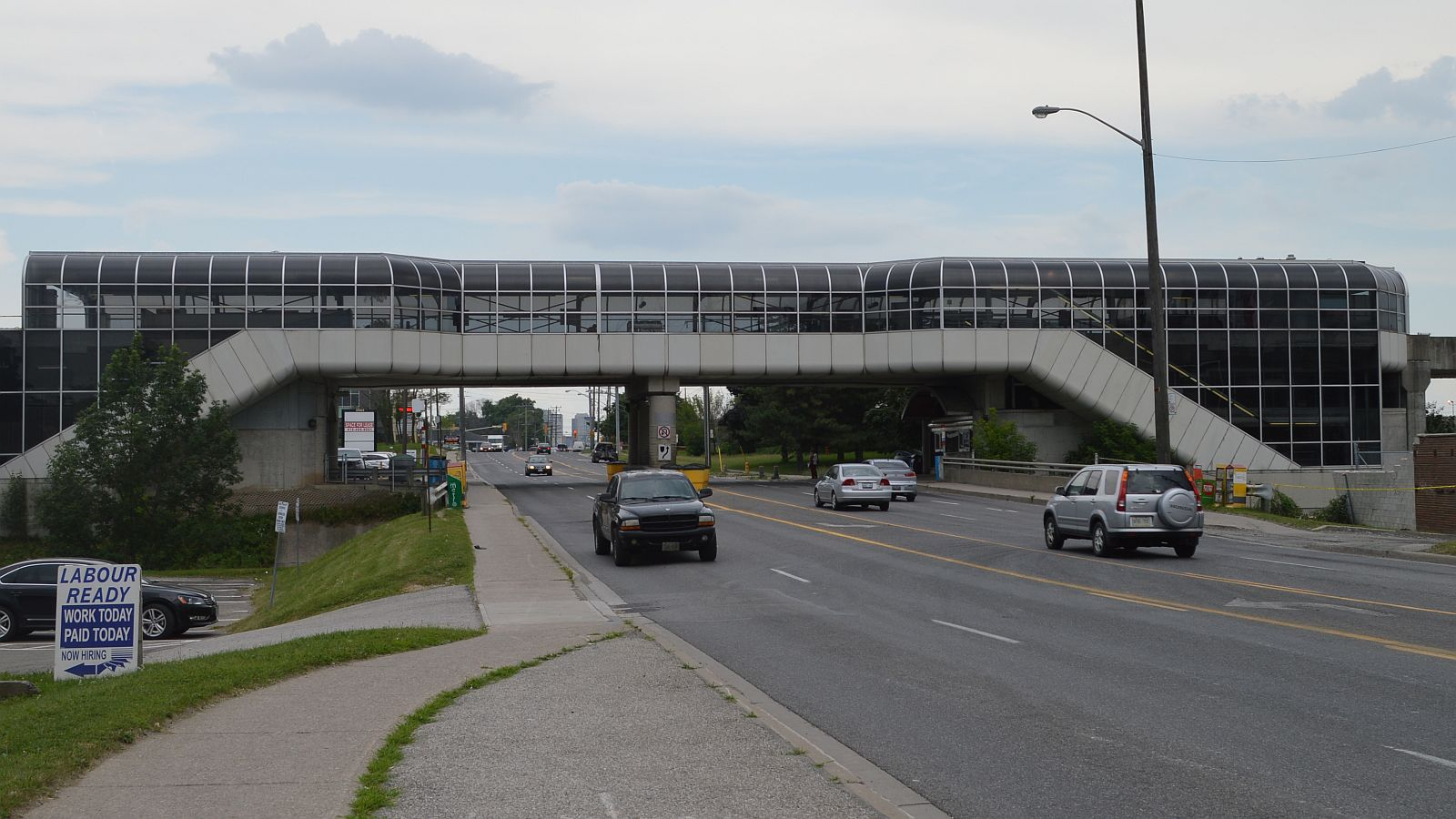
Станція «Мідленд»